# Seoul Cycling Team
Seoul Cycling Team (código UCI: SCT) es un equipo ciclista surcoreano de categoría Continental.
Fundado en 2008, corre principalmente en carreras del UCI Asia Tour, el circuito continental asiático.

## Sede
El equipo tiene su sede en el distrito de Jungnang-gu de Seúl (Corea del Sur).

## Plantilla

### Plantilla 2011
| Corredor         | Nacimiento | Nacionalidad  | Equipo 2010                 |
| Ho Sung Cho      | 15.06.1974 | Corea del Sur | Seoul Cycling               |
| Jeong Seok Chung | 15.11.1981 | Corea del Sur | Seoul Cycling               |
| Da Sri Jung      | 10.12.1992 | Corea del Sur | Néo-pro                     |
| Hyun Suk Jung    | 16.04.1978 | Corea del Sur | Seoul Cycling               |
| Sang Hyup Lee    | 24.11.1992 | Corea del Sur | Néo-pro                     |
| Wong Jae Lee     | 17.10.1986 | Corea del Sur | Ex-pro (Seoul Cycling 2008) |
| Seong Youn Oh    | 30.08.1981 | Corea del Sur | Seoul Cycling               |
| Seon Ho Park     | 15.03.1984 | Corea del Sur | Seoul Cycling               |
| Joon Yong Seo    | 14.03.1988 | Corea del Sur | Seoul Cycling               |
| Seok Kyu Suh     | 19.01.1983 | Corea del Sur | Seoul Cycling               |
| Jung Hwan Youm   | 01.12.1985 | Corea del Sur | Seoul Cycling               |